# Berlin ePrix 2016
Der Berlin ePrix 2016 (offiziell: 2016 FIA Formula E BMW i Berlin ePrix) fand am 21. Mai auf der Formel-E-Rennstrecke Berlin (Strausberger Platz) in Berlin statt und war das achte Rennen der FIA-Formel-E-Meisterschaft 2015/16. Es handelte sich um den zweiten Berlin ePrix.

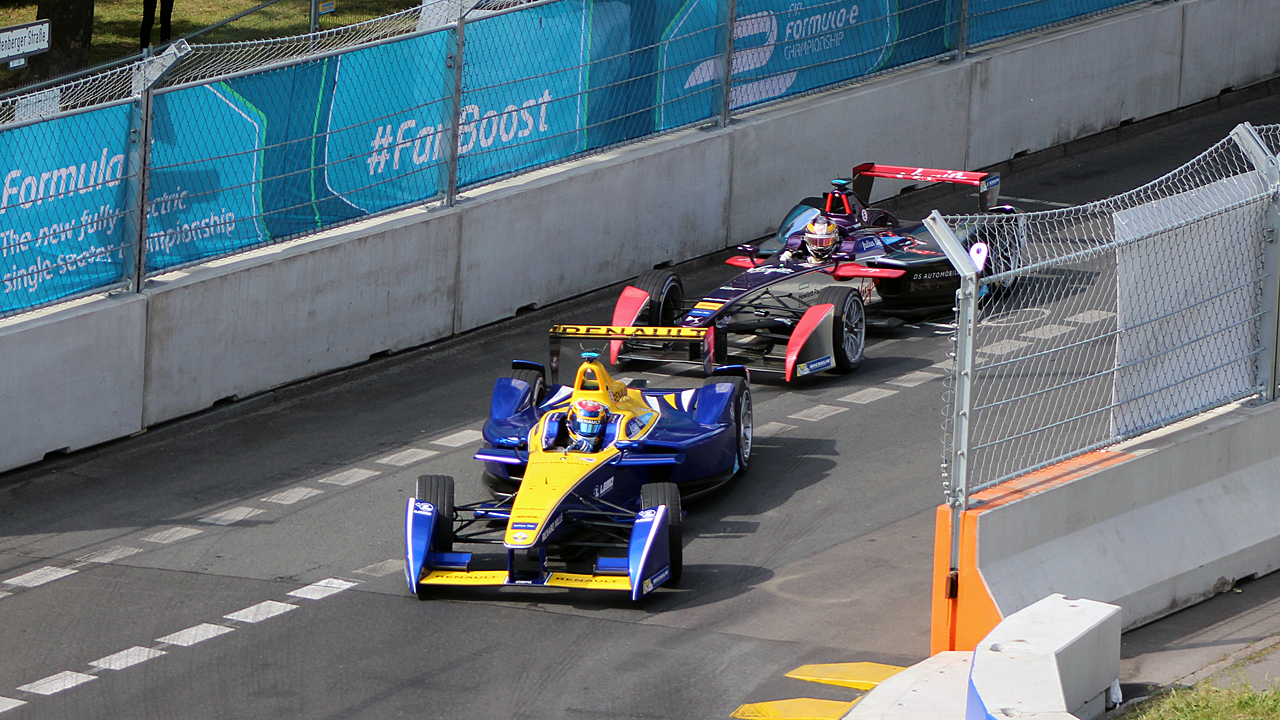
Sébastien Buemi gewinnt den ePrix in Berlin 2016.

## Bericht

### Hintergrund
Nach dem Paris ePrix führte Lucas di Grassi in der Fahrerwertung mit elf Punkten vor Sébastien Buemi und mit 44 Punkten vor Sam Bird. In der Teamwertung hatte Renault e.dams sieben Punkte Vorsprung auf ABT Schaeffler Audi Sport und 53 Punkte Vorsprung auf Dragon Racing.
Vor dem Rennen wurde bekannt, dass der für unmittelbar nach dem Berlin ePrix geplante Moskau ePrix ersatzlos gestrichen wurde. Damit besaßen nun nur noch neun Fahrer theoretische Chancen auf den Gewinn des Fahrertitels.
Da wegen anhaltend hoher Flüchtlingszahlen ab Ende des Jahres 2015 die Hangars und die überdachte Haupthalle des Flughafens Berlin-Tempelhof, wo das Rennen im Vorjahr noch stattfand, für die Flüchtlingsregistrierung und -unterbringung benötigt wurden, war eine Nutzung für den Berlin ePrix für das Jahr 2016 ausgeschlossen. Am 15. Februar 2016 erfolgte durch die Formel-E-Organisatoren die Bekanntgabe, dass das Rennen auf einer neuen Rennstrecke rund um den Strausberger Platz in den Berliner Ortsteilen Friedrichshain und Bezirk Mitte stattfinden werde.
Beim Team Aguri gab es erneut einen Fahrerwechsel. António Félix da Costa, der wegen des DTM-Rennens in Spielberg nicht am Rennen teilnehmen konnte, wurde durch René Rast ersetzt, der damit sein Debüt in der FIA-Formel-E-Meisterschaft gab.
Mit Jérôme D’Ambrosio trat ein ehemaliger Sieger zu dem Rennen an.
Buemi, Nick Heidfeld und Stéphane Sarrazin erhielten einen sogenannten FanBoost, sie durften die Leistung ihres zweiten Fahrzeugs einmal auf bis zu 200 kW erhöhen und so bis zu 100 Kilojoule Energie zusätzlich verwenden. Für Buemi war es der zweite FanBoost in Folge, für Heidfeld der dritte und für Sarrazin der zweite in der Saison.

### Training
Im ersten freien Training fuhr Buemi mit einer Rundenzeit von 0:57,648 Minuten die Bestzeit vor Oliver Turvey und di Grassi.
Nelson Piquet jr. war in 0:57,909 Minuten im zweiten freien Training Schnellster vor Bird und Jean-Éric Vergne. Das Training musste nach einem Unfall von Sarrazin unterbrochen werden.

### Qualifying
Das Qualifying begann um 12:00 Uhr und fand in drei Gruppen zu je fünf Fahrern und einer Gruppen mit drei Fahrern statt, jede Gruppe hatte 10 Minuten Zeit, eine schnelle Runde zu setzen. Buemi fuhr in 0:57,322 Minuten die Bestzeit.
Die fünf schnellsten Fahrer fuhren anschließend im Superpole genannten Einzelzeitfahren die ersten fünf Positionen aus. Vergne sicherte sich mit einer Rundenzeit von 0:57,811 Minuten die Pole-Position und damit drei Punkte. Es war die dritte Pole-Position für einen Piloten von DS Virgin in Folge. Die weiteren Positionen belegten Buemi, Daniel Abt, Bruno Senna und Heidfeld.
Nach dem Qualifying wurden mehrere Fahrer aus der Wertung ausgeschlossen: Bei Senna und Heidfeld war Reifendruck an ihren Fahrzeugen zu niedrig. Auch Jérôme D’Ambrosio und Sarrazin wurden disqualifiziert.

### Rennen
Das Rennen ging über 48 Runden.
Beim Start übernahm Buemi die Führung vor Vergne, Abt, Bird, Prost und di Grassi. Dahinter lagen Piquet und Turvey, die beide am Ausgang der ersten Kurve kollidierten, mit ihren beschädigten Fahrzeugen jedoch weiterfahren konnten. Die ersten Zehn komplettierten Duval und Robin Frijns. Im hinteren Teil des Feldes fuhr Senna auf Rast auf, beide setzten die Fahrt ebenfalls mit beschädigten Fahrzeugen fort. Senna fuhr am Ende der Runde in die Box, um seinen defekten Frontflügel reparieren zu lassen.
In der zweiten Runde überholte Vergne Buemi und übernahm so die Führung, Buemi ging aber vier Runden später wieder an ihm vorbei. Die Rennleitung zeigte währenddessen Rast und Piquet die schwarze Flagge mit orangem Punkt, da ihre Fahrzeuge augenscheinliche Beschädigungen aufwiesen. Buemi fuhr die bis dahin schnellste Rennrunde und setzte sich an der Spitze ab. Auch Bird wurde die schwarze Flagge mit orangem Punkt gezeigt, da sein Frontflügel nach einer leichten Kollision zu Rennbeginn beschädigt war, kurz darauf sah auch Turvey die Flagge. Frijns überholte Duval, kurz danach ging auch de Silvestro an Duval vorbei.
In der elften Runde überholte Abt Vergne und lag nun auf dem zweiten Platz, dahinter fuhren Prost, di Grassi, Frijns, Simona de Silvestro, Duval, Mike Conway und Heidfeld. Prost setzte Vergne unter Druck und griff ihn an, dieser verteidigte sich jedoch gegen die Angriffe. Heidfeld setzte seine Aufholjagd unterdessen fort und überholte kurz hintereinander Conway, Duval und de Silvestro.
In Runde 21 beschädigte sich Vergne den Frontflügel an einem Pylon in der Schikane. In Runde 24 verlor er dann bei einem erneuten Kontakt mit dem Pylon und anschließend mit der Streckenbegrenzung den kompletten Frontflügel und bekam kurz darauf ebenfalls die schwarze Flagge mit orangem Punkt gezeigt, Prost hatte er währenddessen passieren lassen müssen. Er fuhr, genau wie Buemi, Abt, Prost, Frijns, Heidfeld, de Silvestro, Ma, Bird und Rast zum Fahrzeugwechsel an die Box. Eine Runde zuvor hatte bereits D’Ambrosio das Fehrzeug gewechselt. Die Mindestzeit für den Fahrzeugwechsel betrug 62 Sekunden.
In Runde 25 fuhren dann di Grassi, Duval, Conway und Sarrazin zum Fahrzeugwechsel, eine weitere Runde später Senna. Nach den Boxenstopps führte Buemi vor Abt, Prost, di Grassi, Vergne, Frijns, Heidfeld, Duval, de Silvestro und Conway. Senna drehte sich im hinteren Teil des Feldes, die Rennleitung rief kurz darauf eine Full Course Yellow aus, um die Strecke von den Trümmern von Vergnes Frontflügel zu säubern.
Nach der erneuten Freigabe des Rennens schloss di Grassi auf Prost auf und setzte ihn unter Druck. Buemi fuhr unterdessen die schnellste Runde des Rennens. Heidfeld nutzte seinen FanBoost, um Frijns anzugreifen, der sich jedoch erfolgreich verteidigte. Duval erhielt eine Durchfahrtstrafe, da er mit dem ersten Fahrzeug zu viel Energie verbraucht hatte. Sarrazin nutzte seinen FanBoost und schloss auf de Silvestro auf, die er kurz darauf auch überholte. Dabei ließ er jedoch die Schikane aus. Er ließ de Silvestro anschließend wieder vorbei.
Di Grassi überholte Prost in der 40. Runde und lag nun hinter seinem Teamkollegen Abt auf dem dritten Platz. Buemi fuhr erneut die schnellste Runde des Rennens, eine Runde später fuhr Senna jedoch noch schneller. In der 42. Runde verlor Duval die Kontrolle über sein Fahrzeug, schlug in die Streckenbegrenzung ein und schied aus. Die Rennleitung schickte zur Bergung des Fahrzeugs das Safety Car auf die Strecke. Das Rennen wurde für die letzten beiden Runden wieder freigegeben. Abt erhielt die Anweisung, di Grassi wegen seiner Meisterschaftschancen passieren zu lassen, blieb aber vor ihm.
Buemi gewann vor Abt und di Grassi. Die restlichen Punkteplatzierungen belegten Prost, Vergne, Frijns, Heidfeld, Conway, de Silvestro und Sarrazin. Die zwei Punkte für die schnellste Rennrunde gingen an Senna.
Buemi verkürzte somit den Rückstand auf di Grassi in der Gesamtwertung auf einen Punkt. Bird blieb Dritter, hatte nun mit 59 Punkten Rückstand bei 60 noch zu vergebenen Punkten jedoch nur noch theoretische Titelchancen. In der Teamwertung vergrößerte Renault e.dams den Vorsprung auf ABT Schaeffler Audi Sport auf 11 Punkte, neuer Dritter war DS Virgin. Da in der Teamwertung in den letzten beiden Rennen noch maximal 96 Punkten zu erzielen waren, hatten DS Virgin mit 83 Punkten Rückstand, genau wie das viertplatzierte Teams Dragon Racing mit 90 Punkten Rückstand, ebenfalls noch theoretische Chancen auf den Titelgewinn.

## Meldeliste
Alle Teams und Fahrer verwenden Reifen von Michelin.
| Team                            | Fahrzeug                | Nr. | Fahrer              |
| ------------------------------- | ----------------------- | --- | ------------------- |
| Renault e.dams                  | RENAULT Z.E.15          | 08  | Nicolas Prost       |
| Renault e.dams                  | RENAULT Z.E.15          | 09  | Sébastien Buemi     |
| Dragon Racing                   | Venturi VM200-FE-01     | 06  | Loïc Duval          |
| Dragon Racing                   | Venturi VM200-FE-01     | 07  | Jérôme D’Ambrosio   |
| ABT Schaeffler Audi Sport       | ABT Schaeffler FE01     | 11  | Lucas di Grassi     |
| ABT Schaeffler Audi Sport       | ABT Schaeffler FE01     | 66  | Daniel Abt          |
| NEXTEV TCR Formula E Team       | NEXTEV TCR FormulaE 001 | 01  | Nelson Piquet jr.   |
| NEXTEV TCR Formula E Team       | NEXTEV TCR FormulaE 001 | 88  | Oliver Turvey       |
| DS Virgin Racing Formula E Team | VIRGIN DSV-01           | 02  | Sam Bird            |
| DS Virgin Racing Formula E Team | VIRGIN DSV-01           | 25  | Jean-Éric Vergne    |
| Amlin Andretti Formula E Team   | Spark-Renault SRT_01E   | 27  | Robin Frijns        |
| Amlin Andretti Formula E Team   | Spark-Renault SRT_01E   | 28  | Simona de Silvestro |
| Team Aguri                      | Spark-Renault SRT_01E   | 55  | René Rast           |
| Team Aguri                      | Spark-Renault SRT_01E   | 77  | Ma Qinghua          |
| Mahindra Racing Formula E Team  | Mahindra M2ELECTRO      | 21  | Bruno Senna         |
| Mahindra Racing Formula E Team  | Mahindra M2ELECTRO      | 23  | Nick Heidfeld       |
| Venturi Formula E Team          | Venturi VM200-FE-01     | 04  | Stéphane Sarrazin   |
| Venturi Formula E Team          | Venturi VM200-FE-01     | 12  | Mike Conway         |

## Klassifikationen

### Qualifying
| Pos.                                                                   | Fahrer              | Team                            | Zeit     | Superpole | Start |
| ---------------------------------------------------------------------- | ------------------- | ------------------------------- | -------- | --------- | ----- |
| 01                                                                     | Jean-Éric Vergne    | DS Virgin Racing Formula E Team | 0:57,603 | 0:57,811  | 01    |
| 02                                                                     | Sébastien Buemi     | Renault e.dams                  | 0:57,322 | 0:57,827  | 02    |
| 03                                                                     | Daniel Abt          | ABT Schaeffler Audi Sport       | 0:57,798 | 0:57,852  | 03    |
| 04                                                                     | Sam Bird            | DS Virgin Racing Formula E Team | 0:57,838 | –         | 04    |
| 05                                                                     | Nelson Piquet jr.   | NEXTEV TCR Formula E Team       | 0:58,026 | –         | 05    |
| 06                                                                     | Nicolas Prost       | Renault e.dams                  | 0:58,028 | –         | 06    |
| 07                                                                     | Oliver Turvey       | NEXTEV TCR Formula E Team       | 0:58,118 | –         | 07    |
| 08                                                                     | Lucas di Grassi     | ABT Schaeffler Audi Sport       | 0:58,183 | –         | 08    |
| 09                                                                     | Loïc Duval          | Dragon Racing Formula E Team    | 0:58,298 | –         | 09    |
| 10                                                                     | Simona de Silvestro | Amlin Andretti Formula E Team   | 0:58,654 | –         | 10    |
| 11                                                                     | Mike Conway         | Venturi Formula E Team          | 0:58,687 | –         | 11    |
| 12                                                                     | Robin Frijns        | Amlin Andretti Formula E Team   | 0:58,742 | –         | 12    |
| 13                                                                     | René Rast           | Team Aguri                      | 0:58,756 | –         | 13    |
| 14                                                                     | Ma Qinghua          | Team Aguri                      | 0:59,301 | –         | 14    |
| 110-Prozent-Zeit: 1:03,054 min (bezogen auf Bestzeit von 0:57,322 min) |                     |                                 |          |           |       |
| EX                                                                     | Bruno Senna         | Mahindra Racing Formula E Team  | 0:57,591 | 0:58,303  | 15    |
| EX                                                                     | Nick Heidfeld       | Mahindra Racing Formula E Team  | 0:57,736 | 0:59,085  | 16    |
| EX                                                                     | Stéphane Sarrazin   | Venturi Formula E Team          | 0:58,740 | –         | 17    |
| EX                                                                     | Jérôme D’Ambrosio   | Dragon Racing Formula E Team    | 0:58,501 | –         | 18    |

Anmerkungen
1. ↑  Senna wurde wegen Unterschreitung des Mindestreifendrucks disqualifiziert
2. ↑  Heidfeld wurde wegen Unterschreitung des Mindestreifendrucks disqualifiziert
3. ↑  Sarrazin wurde wegen Unterschreitung des Mindestreifendrucks disqualifiziert
4. ↑  D’Ambrosio wurde wegen Unterschreitung des Mindestreifendrucks disqualifiziert

### Rennen
| Pos. | Fahrer              | Team                            | Runden | Zeit       | Start | Schnellste Runde |
| ---- | ------------------- | ------------------------------- | ------ | ---------- | ----- | ---------------- |
| 01   | Sébastien Buemi     | Renault e.dams                  | 48     | 53:46,086  | 02    | 0:59,209 (39.)   |
| 02   | Daniel Abt          | ABT Schaeffler Audi Sport       | 48     | + 1,767    | 03    | 0:59,950 (37.)   |
| 03   | Lucas di Grassi     | ABT Schaeffler Audi Sport       | 48     | + 2,381    | 08    | 0:59,793 (30.)   |
| 04   | Nicolas Prost       | Renault e.dams                  | 48     | + 3,328    | 06    | 1:00,007 (32.)   |
| 05   | Jean-Éric Vergne    | DS Virgin Racing Formula E Team | 48     | + 4,927    | 01    | 1:00,045 (48.)   |
| 06   | Robin Frijns        | Amlin Andretti Formula E Team   | 48     | + 6,501    | 12    | 1:00,208 (48.)   |
| 07   | Nick Heidfeld       | Mahindra Racing Formula E Team  | 48     | + 7,700    | 16    | 1:00,607 (34.)   |
| 08   | Mike Conway         | Venturi Formula E Team          | 48     | + 8,305    | 11    | 0:59,901 (38.)   |
| 09   | Simona de Silvestro | Amlin Andretti Formula E Team   | 48     | + 12,473   | 10    | 1:00,582 (35.)   |
| 10   | Stéphane Sarrazin   | Venturi Formula E Team          | 48     | + 13,241   | 17    | 1:00,496 (35.)   |
| 11   | Sam Bird            | DS Virgin Racing Formula E Team | 47     | + 1 Runde  | 04    | 1:00,229 (40.)   |
| 12   | Oliver Turvey       | NEXTEV TCR Formula E Team       | 47     | + 1 Runde  | 07    | 0:59,898 (20.)   |
| 13   | Nelson Piquet jr.   | NEXTEV TCR Formula E Team       | 47     | + 1 Runde  | 05    | 1:00,567 (19.)   |
| 14   | Ma Qinghua          | Team Aguri                      | 47     | + 1 Runde  | 14    | 1:01,957 (13.)   |
| 15   | Bruno Senna         | Mahindra Racing Formula E Team  | 46     | + 2 Runden | 15    | 0:59,067 (39.)   |
| 16   | Jérôme D’Ambrosio   | Dragon Racing Formula E Team    | 45     | + 3 Runden | 18    | 0:59,070 (38.)   |
| —    | René Rast           | Team Aguri                      | 42     | + 6 Runden | 13    | 0:59,357 (27.)   |
| —    | Loïc Duval          | Dragon Racing Formula E Team    | 39     | DNF        | 09    | 1:00,108 (33.)   |

## Meisterschaftsstände nach dem Rennen
Die ersten zehn des Rennens bekamen 25, 18, 15, 12, 10, 8, 6, 4, 2 bzw. 1 Punkt(e). Zusätzlich gab es drei Punkte für die Pole-Position und zwei Punkte für die schnellste Rennrunde.

### Fahrerwertung
| Pos. | Fahrer                 | Team                            | Punkte |
| ---- | ---------------------- | ------------------------------- | ------ |
| 01   | Lucas di Grassi        | ABT Schaeffler Audi Sport       | 141    |
| 02   | Sébastien Buemi        | Renault e.dams                  | 140    |
| 03   | Sam Bird               | DS Virgin Racing Formula E Team | 82     |
| 04   | Jérôme D’Ambrosio      | Dragon Racing Formula E Team    | 64     |
| 05   | Nicolas Prost          | Renault e.dams                  | 62     |
| 06   | Stéphane Sarrazin      | Venturi Formula E Team          | 59     |
| 07   | Daniel Abt             | ABT Schaeffler Audi Sport       | 50     |
| 08   | Loïc Duval             | Dragon Racing Formula E Team    | 48     |
| 09   | Nick Heidfeld          | Mahindra Racing Formula E Team  | 47     |
| 10   | Robin Frijns           | Amlin Andretti Formula E Team   | 45     |
| 11   | Jean-Éric Vergne       | DS Virgin Racing Formula E Team | 37     |
| 12   | Bruno Senna            | Mahindra Racing Formula E Team  | 26     |
| 13   | António Félix da Costa | Team Aguri                      | 20     |

| Pos. | Fahrer              | Team                             | Punkte |
| ---- | ------------------- | -------------------------------- | ------ |
| 14   | Oliver Turvey       | NEXTEV TCR Formula E Team        | 10     |
| 15   | Mike Conway         | Venturi Formula E Team           | 5      |
| 16   | Nelson Piquet jr.   | NEXTEV TCR Formula E Team        | 4      |
| 17   | Nathanaël Berthon   | Team Aguri                       | 4      |
| 18   | Simona de Silvestro | Amlin Andretti Formula E Team    | 4      |
| 19   | Jacques Villeneuve  | Venturi Formula E Team           | 0      |
| 20   | Oliver Rowland      | Mahindra Racing Formula E Team   | 0      |
| 21   | Salvador Durán      | Trulli Formula E Team Team Aguri | 0      |
| 22   | Ma Qinghua          | Team Aguri                       | 0      |
| —    | René Rast           | Team Aguri                       | 0      |
| —    | Vitantonio Liuzzi   | Trulli Formula E Team            | 0      |
| —    | Jarno Trulli        | Trulli Formula E Team            | 0      |

### Teamwertung
| Pos. | Team                            | Punkte |
| ---- | ------------------------------- | ------ |
| 01   | Renault e.dams                  | 202    |
| 02   | ABT Schaeffler Audi Sport       | 191    |
| 03   | DS Virgin Racing Formula E Team | 119    |
| 04   | Dragon Racing Formula E Team    | 112    |
| 05   | Mahindra Racing Formula E Team  | 73     |

| Pos. | Team                          | Punkte |
| ---- | ----------------------------- | ------ |
| 06   | Venturi Formula E Team        | 64     |
| 07   | Amlin Andretti Formula E Team | 49     |
| 08   | Team Aguri                    | 24     |
| 09   | NEXTEV TCR Formula E Team     | 14     |
| 10   | Trulli Formula E Team         | 0      |